# Юридическая обязанность
Юриди́ческая обя́занность — предусмотренная законом или соглашением сторон мера должного поведения субъекта правоотношения.
Юридическая обязанность характеризуется категоричностью. Она является властно предписанным (необходимым) поведением субъекта правоотношения.
Юридическая обязанность и субъективное право в правоотношении находятся в неразрывной связи друг с другом. Субъективному праву одного субъекта правоотношения соответствует юридическая обязанность другого субъекта.